# Dziecko Krzywdzone
Dziecko Krzywdzone – interdyscyplinarny polski kwartalnik naukowy poświęcony problematyce krzywdzenia dzieci. Znajduje się w wykazie czasopism punktowanych Ministerstwa Nauki i Szkolnictwa Wyższego w części B (w 2015 posiadało 9 punktów).
Koncepcja powstania czasopisma narodziła się w kręgach naukowych związanych z Fundacją Dzieci Niczyje (od 2016: Fundacja Dajemy Dzieciom Siłę), która od początku lat 90. XX wieku poruszała tematykę krzywdzenia dzieci, jednocześnie wskazując na brak profesjonalnej, polskojęzycznej literatury tematycznej. Idea konsultowana była ze specjalistami i ekspertami przedmiotu, m.in. z prof. Williamem Friedrichem i prof. Markiem Chaffinem, którzy współtworzyli komitet naukowy pisma. Pierwszy numer ukazał się w 2002. Każdy z numerów jest profilowany tematycznie (pierwszy dotyczył problemu seksualnego wykorzystania dzieci) i składa się z trzech bloków: teorii, badań i praktyki.
Pismo współpracuje z międzynarodowymi periodykami zajmującymi się zagadnieniami krzywdzenia dzieci, m.in. "Child Abuse & Neglect" oraz "Child Maltreatment". Do rady naukowej kwartalnika należą m.in. profesorowie: Maria Beisert, Anna Izabela Brzezińska, Marian Filar, Zbigniew Izdebski i Jerzy Mellibruda. Do recenzentów należy m.in. prof. Beata Pastwa-Wojciechowska.